# 접요사
접요사(영어: infix)는 어간 사이에 삽입되는 접사다.

## 분포와 특징
접요사가 존재하는 언어로는 말레이어, 크메르어, 타갈로그어, 아랍어 등이 있다. Rochelle Lieber는 접요사의 분포적 특성을 다음과 같이 든다.
1. 접요사는 접두사와 접미사보다 희소하다.
2. 접요사가 있는 언어는 통상 접두사나 접미사가 있다.
3. 접요사가 있으나 특정한 환경에서만 나타나는 언어도 있다.

## 한국어
한국어에는 접요사가 없다고 보는 것이 통설이다. 이와 달리 어떤 학자는 의성어와 의태어에 한정해서 접요사가 있다고 본다. 이 학자의 주장이 타당하다면 앞서 나온 접요사의 분포적 특성 가운데 세 번째에 해당한다고 볼 수 있다.

## 관련 논문
- 최윤, 〈한국어 접요사 설정 가능성 고찰 -의성어·의태어에 나타나는 ‘–다–, –더–’의 의미-〉, 《한국언어문화》 86, 한국언어문화학회, 2025

## 같이 보기
- 접사
- 삽간사
- 접두사
- 접미사
- 접양사
- 트리 순회